# SDSS J092755.09+294809.1
SDSS J092755.09+294809.1 ist eine Galaxie im Sternbild Löwe auf der Ekliptik, die schätzungsweise 1 Milliarde Lichtjahre von der Milchstraße entfernt ist. Im selben Himmelsareal befinden sich u. a. die Galaxien IC 2475, IC 2476, IC 2479, IC 2480.